# Amauta hodeei
Amauta hodeei is een vlinder uit de familie Castniidae. De wetenschappelijke naam van de soort werd, als Castnia hodeei, in 1881 door Charles Oberthür gepubliceerd.
De soort komt voor in het Neotropisch gebied in Colombia.

## Ondersoorten
- Amauta hodeei hodeei
  - = Castnia corrupta Schaus, 1896
  - = Castnia apollinaris Oberthür, 1925 nomen nudum
  - = Castnia amazona Knop, 1925 non Castnia amazona Buchecker, 1880)
- Amauta hodeei kruegeri (Niepelt, 1927)
  - = Castnia kruegeri Niepelt, 1927